# باسم فرات

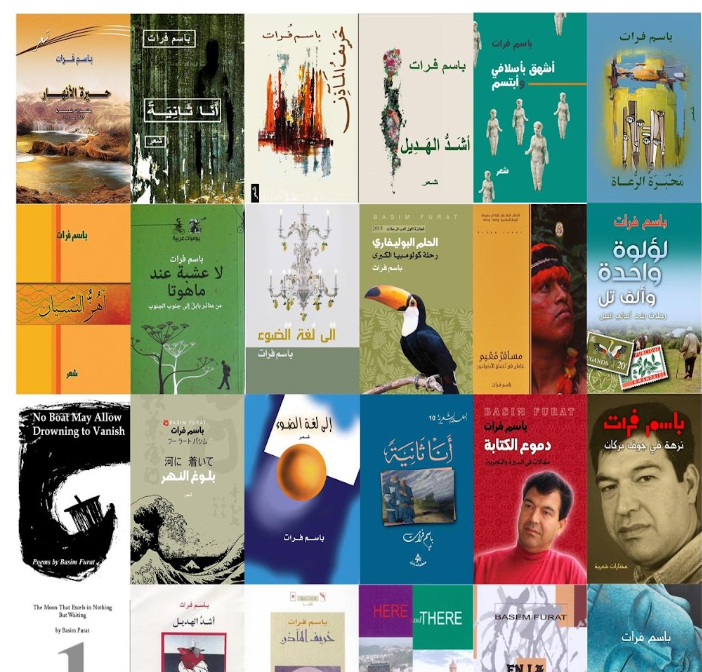
صور لبعض مؤلفات باسم فرات

باسم فُرات شاعر وكاتب أدب رحلات ومهتم بالهُوية والتنوع الثقافي. مواليد 1967 في العراق.
شارك في عدد كبير من الأمسيات الشعرية في مناطق متنوعة من العالم. بدأ نشر قصائده في الصحف والدوريات العراقية، بدءًا بجريدة "العراق" عام 1987. توفي أبوه وهو صغير، في عام 1969، دفاعًا عن جارته، فانتقل إلى حضانة جدته، وعمل منذ صباه الباكر، خبازًا، ثم عمل في صناعة التحف النحاسية، ثم عمل بالتصوير الفوتوغرافي؛ وهي المهنة التي احترفها بعد ذلك. ترك مقاعد الدراسة عام 1988، فتم تجنيده بالخدمة العسكرية الإلزامية لمدة أربع سنوات. وفي الثالث والعشرين من شهر نيسان من عام 1993 غادر العراق إلى الأردن، ثم تقدَّم بطلب للجوء السياسي عام 1996، وانتقل إلى نيوزيلندا عام 1997، وأطال الإقامة فيها، وشارك في كثير من اللقاءات الثقافية والندوات الشعرية، ونشر قصائده في معظم مجلاتها الأدبية، وتمَّت استضافته في الإذاعة الوطنية النيوزِلندية مرات عدة. انتقل العام 2005 إلى هيروشيما. ثم انتقل عام 2008 إلى جمهورية لاوس، وانتقل عام 2011 إلى الإكوادور، ثم إلى الخرطوم في السودان العام 2014.

## مؤلفاته

### صدر له في المنافي بعض المجموعات الشعرية (بالعربية)[1]
1. أشدّ الهديل. دار ألواح – مدريد 1999. ط1. دار الصهيل – القاهرة 2018. ط2
2. خريف المآذن. دار أزمنة – عَمّان 2002. ط1. دار الصهيل – القاهرة 2018. ط2
3. أنا ثانيةً. منشورات بابل – زيورخ – بغداد 2006. ط1. دار الصهيل – القاهرة 2018. ط2
4. إلى لغة الضوء.(مختارات شعرية) الحضارة للنشر – القاهرة 2009، والطبعة الثانية دار أوراق - القاهرة 2016.
5. بلوغ النهر. الحضارة للنشر – القاهرة 2012.
6. أشهق بأسلافي وأبتسم. الحضارة للنشر - القاهرة 2014.
7. أَهُـزّ النسيان. صهيل للأنباء والنشر - القاهرة 2017.
8. محبرة الرعاة. دار المصورات - الخرطوم - صهيل للأنباء والنشر - القاهرة 2017.
9. حَيْرة الأنهار .. مختارات شعرية، دار الشؤون الثقافية - بغداد 2017م..
10. فأسٌ تطعن الصباح. صهيل للأنباء والنشر - القاهرة 2018.
11. نزهة في جوف بركان.. مختارات شعرية، دار الأدهم للنشر والتوزيع – القاهرة 2019
12. مُبكرًا في صباحٍ بعيد. الهيئة المصرية العامة للكتاب. القاهرة 2019م.
13. مَـرحٌ في الأسـاطير، مركز ليفانت للدراسات الثقافية والنشر، الإسكندرية، مصر 2022

### صدر له في نيوزِلندا (بالإنجليزية)
1. هنا وهناك (2004).
2. القمر الذي لا يجيد سوى الانتظار (2006).
3. لا قارب يجعل الغرق يتلاشى (2010)

وهي أول ثلاثة كتب تصدر في نيوزِلندا مترجمة من العربية.
رؤى Visions ، (2021) صدرت عن دار نشر (إرل أوف سيكلِفْ آرت ووركشوب) في زي الجديدة "نيوزِلندا".

### صدر له في مدريد (بالإسبانية)
تحت ظلال المنافي (2007).

### صدر له في أدب الرحلات
1. مسافر مقيم: عامان في أعماق الأكوادور - الكتاب الفائز بجائزة ابن بطوطة لأدب الرحلات - 2013 – 2014. وطبعة ثانية عن مؤسسة أبجد للترجمة والنشر والتوزيع، بابل، العراق 2023
2. الحلم البوليفاريّ: رحلة كولومبيا الكبرى - الكتاب الفائز بالجائزة الأولى لأدب الرحلات - مسابقة ناجي جواد الساعاتي 2015. وطبعة ثانية عن مؤسسة أبجد للترجمة والنشر والتوزيع، بابل، العراق 2022
3. لا عُشبة عند ماهوتا: من منائر بابل إلى جنوب الجنوب، دار السويدي للنشر والتوزيع -أبو ظبي، بالتعاون مع منشورات المتوسط- ميلانو - إيطاليا 2017.
4. طواف بوذا: رحلاتي إلى جنوب شرق آسيا، دار الأدهم للنشر والتوزيع – القاهرة 2019.
5. لؤلؤة واحدة وألف تَل: رحلات بلاد أعالي النيل، دار الأدهم للنشر والتوزيع – القاهرة 2019
6. طريق الآلهة: من منائر بابل إلى هيروشيما، الناشر دار سماوات للنشر والترجمة، مسقط 2020، وطبعة ثانية عن مؤسسة أبجد للترجمة والنشر والتوزيع، بابل، العراق 2022
7. أمكنة تلوّح للغريب، دار خطوط وظلال للنشر والتوزيع .. عَـمّان – الأردن 2021
8. زول في بلاد السماحة: من بابل إلى كوش. دار الشؤون الثقافية العامة – بغداد 2022
9. نيوزلندا: رحلات في بلاد الماوريين. مؤسسة أبجد للترجمة والنشر والتوزيع، بابل، العراق 2024

### صدر له في السيرة
دموع الكتابة: مقالات في السيرة والتجربة - الحضارة للنشر - القاهرة 2014

### صدر له في المقالات والدراسات
اغتيال الهُويّة، مؤسسة أبجد للترجمة والنشر والتوزيع، بابل، العراق 2022

## أنطولوجيات
ضمَّته أنطولوجيات عراقية وعربية بأكثر من لغة إنجليزية وإسبانية ورومانية. اختارته مجلة "JAAM" ضمن أنطولوجيتها "الشعر النيوزلندي 1984- 2004، وكان الوحيد الذي لم يكتب مباشرة بالإنجليزية. كما تم اختياره في مجموعة أنطولوجيات صدرت في نيوزلندا. في أستراليا تم اختيار 50 شاعرًا نيوزلنديا بينهم الوحيد العراقي والعربي والذي قصيدته المشاركة مترجمة للإنجليزية من لغة أخرى. كما ضمته أنطولوجيا "KAUPAPA" للشاعرة ماريا مَكْمَلَن، محررة الأنطولوجيا، وحرر قصائده الشاعر والناقد "مارك بيري".

## كتب صدرت عنه
1. مئذنة الشعر. زهير الجبوري – دار التكوين – دمشق 2007 (دراسات ومقالات وقراءات عن خريف المآذن).
2. باسم فرات في المرايا. وديع شامخ – دار التكوين – دمشق 2009 (حوار طويل قدَّمَ له الناقد الدكتور حاتم الصكر. مع شهادات ودراسات).
3. الرائي . ناظم السعود – الحضارة للنشر – القاهرة 2010 (حوار طويل قدّمَ له الشاعر عيسى حسن الياسري، ومختارات شعرية كتب دراسة عنها الناقد فاضل ثامر).
4. حين يبلغ الشاعر نهر الشعر. تقديم وتحرير الدكتور فاضل عبود التميمي - الحضارة للنشر – 2013.
5. خطاب المشهد السِّيَري - مسار البوح .. فضاء الإستعارة في دموع الكتابة - تأليف: الدكتور أحمد شهاب - مكتبة زكي - الطبعة الأولى 2016.
6. رحلات باسم فرات: دراسة ثقافية. د. فاضل عبود التميمي. دار المها للطباعة والنشر والتوزيع. دَيالى. العراق. ط1. 2023 ميلادية.

## جوائز حصل عليها
1. عن كتابه "مسافر مقيم .. عامان في أعماق الإكوادور" جائزة ابن بطوطة لأدب الرحلات 2013 – 2014
2. عن كتابه "الحلم البوليفاري .. رحلة كولومبيا الكبرى"، الجائزة الأولى في أدب الرحلات، جائزة جواد ناجي الساعاتي. 2015م.
3. عن كتبه الخمسة الأولى في أدب الرحلات، جائزة السلطان قابوس في الثقافة والفنون والآداب الدورة الثامنة المخصصة للعرب في مجال أدب الرحلات عن فرع الآداب 2019.
4. ديوانه "مرح في الأساطير" حصل على المركز الأول بمسابقة جائزة الشاعر حلمي سالم لعام 2022 ميلادية، الدورة الثالثة، القاهرة

## ممن تناولوا تجربته الأدبية
الشاعر سعدي يوسف، الدكتور حاتم الصكر، فاضل ثامر، لطفية الدليمي، عبد الستار ناصر، الدكتور صالح هويدي، محمد الجزائري، الناقد فاضل التميمي، سركون بولص، عيسى حسن الياسري، الشاعر والكاتب هاشـم شـفيق، الدكتور مقداد رحيم، ناجح المعموري، جاسم عاصي، عدنان حسين أحمد، رسول محمد رسول، بشير حاجم، الدكتور محمد صابر عبيد، علي الفواز، زهير الجبوري، محمد غازي الأخرس، حسن السلمان، الدكتور جورج جحا، بهيج إسماعيل، الدكتور عبد الناصر عيسوي، فاطمة منصور، الدكتور محمد المسعودي، الدكتور عبد القادر فيدوح، الدكتور عبد اللطيف الوراري، موسى حوامدة، حسين بن حمزة، الدكتور علي متعب، سعد القرش، عبد الرزاق الربيعي، الدكتور عبد العظيم السلطاني، غلاديس مطر، راسم المدهون، ناظم السعود، نجاة عبد الله، الدكتور حسن ناظم، مارك بيري، الشاعر البريطاني ستيفن ووتس، الشاعر أليستَر باتيرسون رئيس تحرير مجلة شعر النيوزلندية، الشاعر الأمريكي لويس سكوت، الشاعر والناقد النيوزلندي طوني بَيَر، هاميش وييات (كاهن وأستاذ دراما من نيوزيلندا)، تيري لوك (شاعر وأستاذ- نيوزلندا)، تريفور ريفنز (شاعر ومحرر نيوزلندي)، عيسى بلاطة، الشاعرة النيوزلندية روبن فراي، الشاعرة والناقدة الدكتورة أَنا جاكسون، عبد الله مكسور، علي لفتة سعيد، سلام البناي، حمدي العطار، صالح الطائي، حميد جعفر حسن، الدكتور حسن الخاقاني، الدكتور الشاعر والناقد عبد الحكم العلامي، د. أسماء غريب، د. وسن الزبيدي، د. سعيد حميد كاظم، هشام القيسي، د. هاني صبري آل يونس، عز الدين ميرغني، عادل سعد يوسف، وعشرات غيرهم.